# Berettyó
A Berettyó (románul: Barcău vagy Beretău) egy Romániában eredő és Magyarországon a Sebes-Körösbe torkolló, nem túl bővizű, kanyargós folyó neve.

## Nevének eredete
Neve ősi magyar szó, jelentése: berekkel szegélyezett folyó. A név mai alakja ebből alakult Berettyóvá. 1476-ban találkozunk először a nevével.

## Földrajza
Romániában, Szilágy megyében, a Réz-hegység északkeleti részén, a Ponor déli oldala alatt ered kb. 600 méter magasságban.
Újvágás és Felsővalkó között északi irányba fordul, és Szilágybagosnál több apró érrel egyesülve folyik tovább kb. 200 méter magasságban, majd Szilágynagyfalut elérve nyugat felé folyik tovább. Szilágynagyfaluig jobb oldali folyó nem táplálja, a bal oldalon viszont több apró is ömlik bele.
A Szilágyi medencét Márkaszéknél töri át, és Berettyószéplaknál ér Bihar megyébe.
Bályoknál több apró jobb oldali folyót vesz fel. Margitta jobb oldali mellékfolyója az Úsztató, a bal oldali a Bisztra-patak.
Margittától alacsony dombok között halad, majd Biharfélegyházánál eléri a síkságot, s Pelbárthida után, Kismarjánál éri el Magyarország határát.
Margittától Pocsajig a folyó bal partján a Gyepes-patak, Almás-patak és a Kösmő-patak, a jobb parton Szentjobbnál a Nyulas-patak, és az Ér ömlik bele.
A Berettyó az Ér vizét felvéve délnyugati irányba folyik Bakonszegig, ahol medre régen meg is szűnt, vize a nagy-sárréti medencébe ömlött, ahol a Hortobágyon levonuló tiszai árvizekkel találkozott.
A medencében visszamaradt víz a környező megyék területéből csaknem állandóan 80 000 katasztrális hold földet borított el, és a Sárrétet alkotta.
A Sárrét mocsarasodását a Tisza vize, és a mocsár levezető medrének lassú eliszapolódása okozta. Ez a levezető széles, sekély meder Szerep határában, Ördögszigetnél lépett ki a mocsárból, és Mezőtúr alatt szakadt a Hármas-Körösbe. Ma ez a Hortobágy-Berettyó medre.
A Berettyónak Pocsaj és Esztár között kiszakadó ága a Kálló, mely Biharnagybajom határában tér vissza újból a Nagy-Sárrétbe.
Az állandó árvizek miatt szükségszerűvé vált a Berettyó és a Körösök szabályozása. A szabályozást Bodoky Károly kerületi főmérnök tervei alapján kezdték meg 1858-ban. A Berettyót a Sárréttől elzárták, és új medret ástak Bakonszegtől egészen Szeghalomig, s a Sebes-Körösig. Emiatt a Berettyó vizének elvezetése a Nagy-Sárrét fokozatos kiszáradását vonta maga után.
A Berettyó völgye jóval mélyebben fekszik, mint a Fekete-Körös-, vagy a Sebes-Körös völgye, esése is jóval kisebb. Margittától Szalárdig kilométerenként 80 centiméter, Szalárdtól Pocsajig kilométerenként 50 centiméter; onnan az esés hirtelen csökken: Berettyóújfaluig átlagosan 20, Szeghalomnál már csak 18, a torkolati szakaszon pedig átlagosan mindössze 7 centiméter kilométerenként.
A Berettyó az apró szemű kavicsot egészen Biharfélegyháza térségéig lesodorja, onnan Berettyóújfaluig azonban már csak homokot sodor, az alsó szakaszra pedig már csak finom iszapot visz le.